# 東京都道新宿副都心二号線
東京都道新宿副都心二号線（とうきょうとどう しんじゅくふくとしんにごうせん）は、東京都新宿区の特例都道である。通称は「南通り」。

## 概要
西新宿の副都心を東西に貫く。整理コードは3502。

### 路線データ
- 起点 : 東京都新宿区西新宿三丁目（西新宿交差点・国道20号交点）
- 終点 : 東京都新宿区西新宿三丁目（角筈区民センター前交差点・東京都道新宿副都心十三号線交点）
- 路線延長 : 493 m
- 通過する自治体 : 東京都新宿区

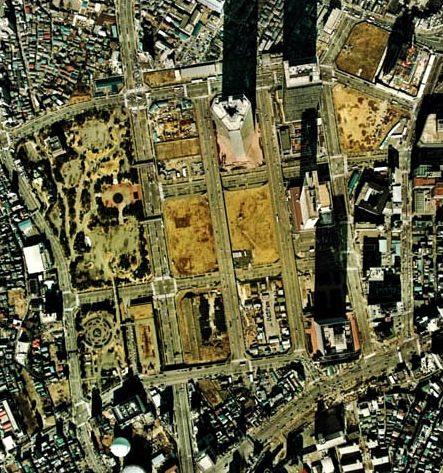
1974年の空中写真。「3×3の敷地」の南端、横方向の道路が南通り。

## 歴史
淀橋浄水場廃場に伴う、西新宿地区の再開発により設置された。
- 1960年（昭和35年）6月15日 - 東京都市計画道路事業の新宿副都心街路第二号線として、事業開始[1]。
- 1965年（昭和40年）3月31日 - 淀橋浄水場が廃場となる。
- 1987年（昭和62年）8月10日 - 新宿副都心街路として、日本の道100選に選出。

## 交差する道路
- 国道20号（甲州街道） - 西新宿交差点、起点[2][3] ※0キロポストは存在しない。
- 東京都道新宿副都心十号線（議事堂通り） - 議事堂南交差点
- 東京都道新宿副都心十一号線（都庁通り） - 都庁南交差点
- 東京都道新宿副都心十二号線（公園通り） - 角筈橋（立体交差）
- 東京都道新宿副都心十三号線（十二社通り） - 角筈区民センター前交差点、終点
- 東京都道431号角筈和泉町線（水道道路） - 角筈区民センター前交差点でつながる。南通りより幅員が狭くなる。

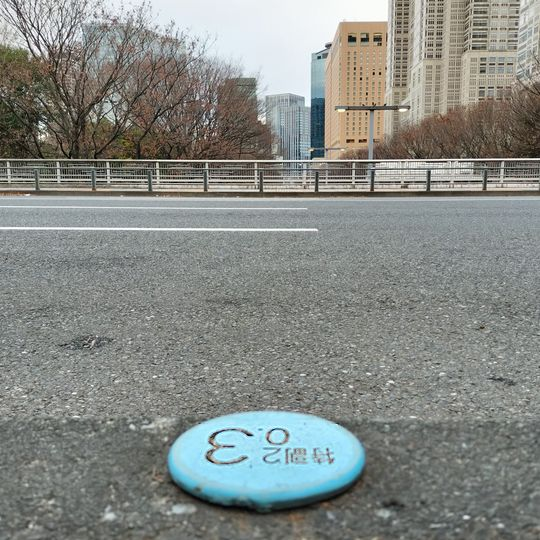
角筈橋上にある距離標「0.3km」。
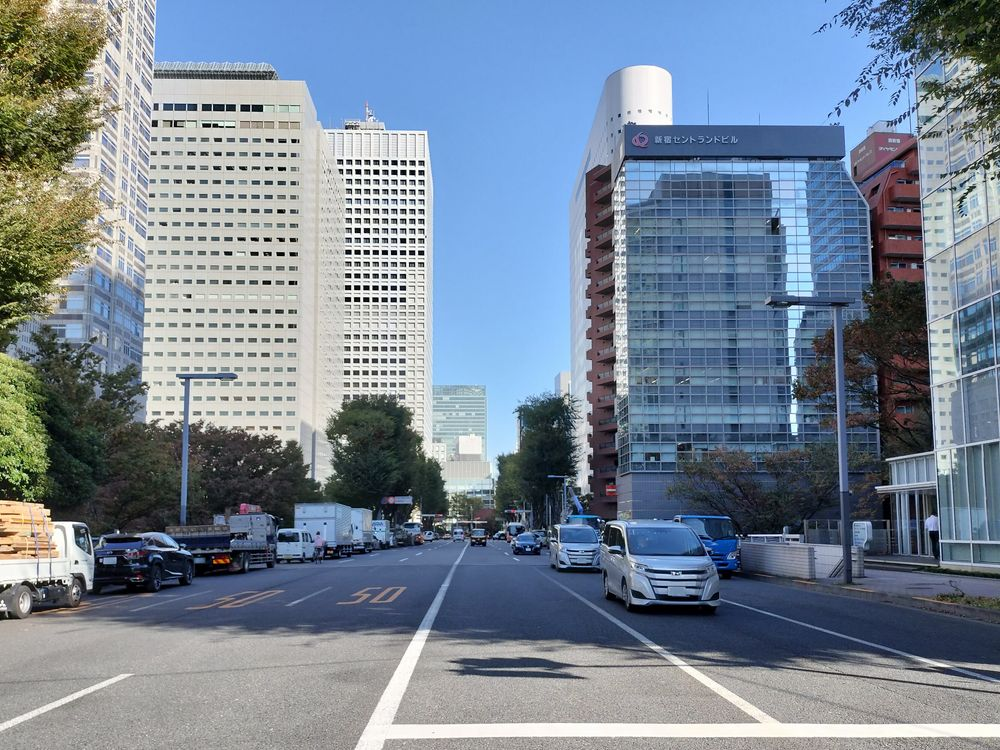
角筈橋付近を西から見る。
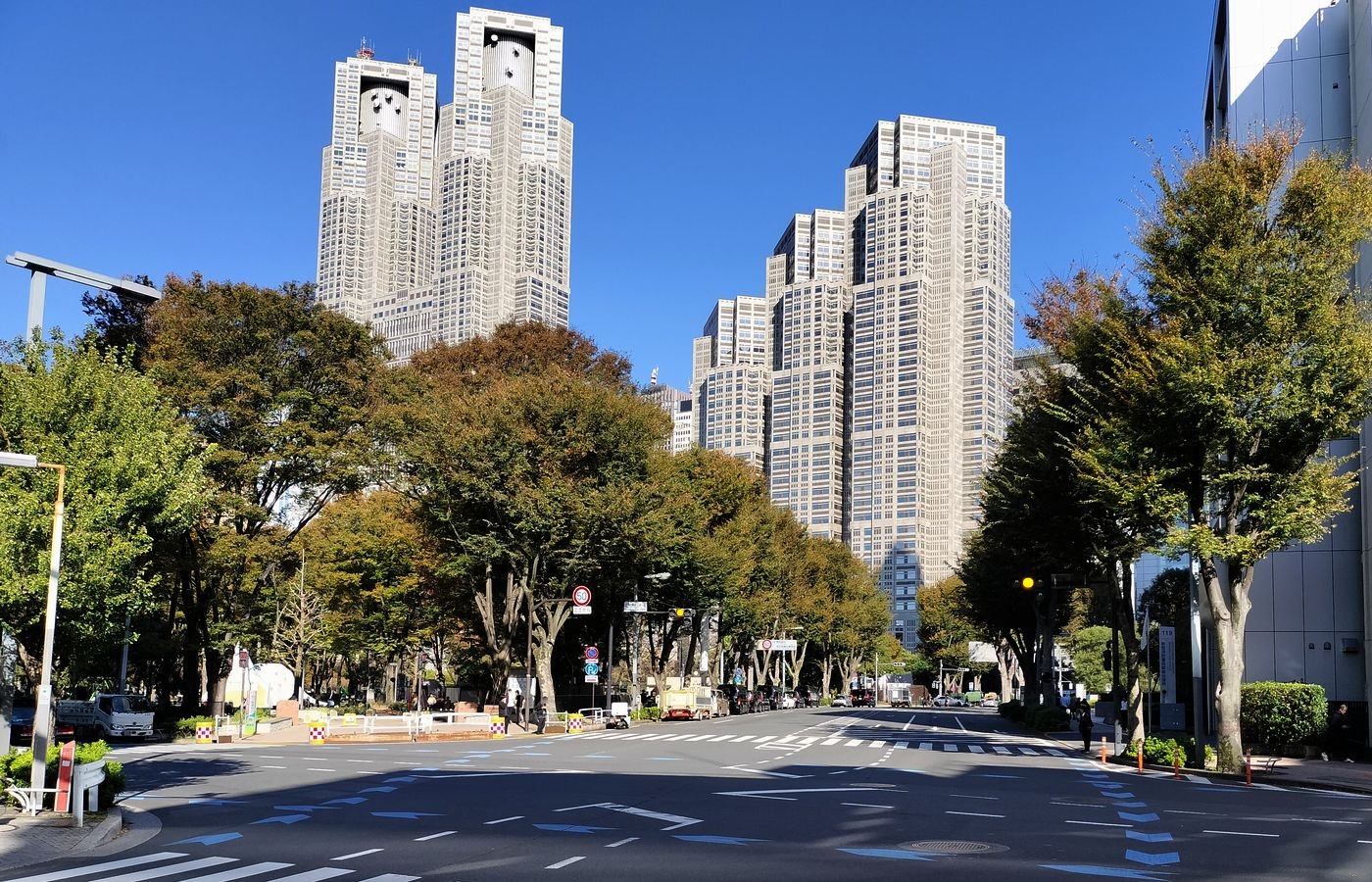
角筈区民センター前交差点を西から見る。
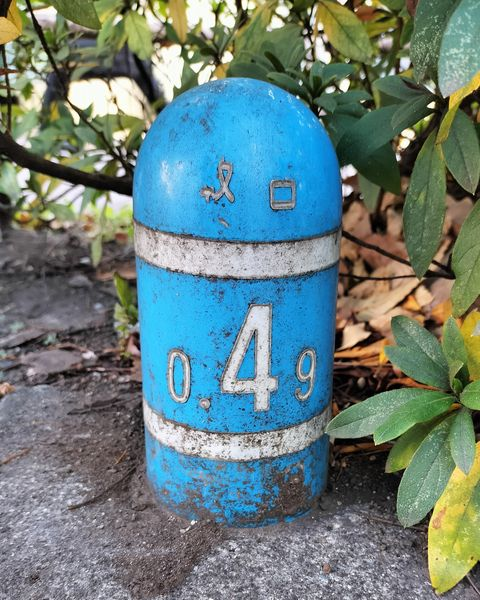
角筈区民センター前交差点の南東角にある距離標「0.49km」「終点」[注 2]。

## 沿道の施設
- KDDIビル
- 新宿NSビル
- 新宿ワシントンホテル
- 東京都庁第二本庁舎
- 新宿中央公園
- 新宿パークタワー
- 新宿消防署西新宿出張所

## 関連施設
- ワンデーストリート - 東側の地下にある歩道。
- 角筈橋
- バス停留所
  - 新宿ワシントンホテル前
  - パークハイアット東京前